# T in the Park 2010
T in the Park 2010 war ein dreitägiges Musikfestival, das vom 8. Juli 2010 bis zum 11. Juli 2010 in Balado, Perth und Kinross, Schottland als siebzehnte Auflage von T in the Park stattfand.
Als Headliner fungierten Kasabian, Muse und Eminem. Die Eintrittskarten für die Veranstaltung, die am 26. Februar 2010 zum Verkauf angeboten wurden, waren innerhalb von neunzig Minuten ausverkauft.

## Eintrittskarten
Ähnlich wie in früheren Jahren standen Frühbucher-Tickets kurz nach dem Abschluss von T in the Park 2009, vom 14. Juli 2009 bis zum folgenden Sonntag, zum Verkauf. Tickets blieb auf Verkauf bis zum folgenden Sonntag. Das Programm umfasste 180 Künstler und Bands auf elf Bühnen. Ein weiterer Verkauf von Eintrittskarten fand ab 4. Dezember 2009 statt, die Festivaltickets wurden zu Preisen von 2009 angeboten.
Eintrittskarten zum Normalpreis kamen am 26. Februar 2010 in den Verkauf und waren bereits am gleichen Morgen vergriffen. Der Festival-Campingplatz wurde um 5.000 Stellplätze erweitert, obwohl es keine Erhöhung der Besucherzahlen gab. Das Campinggelände wurde auch wie geplant, bereits am Donnerstag vor der Veranstaltung geöffnet, um Staus bei der Anreise zum Festival zu reduzieren. Eine letzte Charge von Eintrittskarten kamen am 4. Juni 2010 in den Verkauf und waren innerhalb von fünf Stunden ausverkauft.

## Programm und Mitwirkende
In einem Interview mit dem Perthshire Advertiser vom 8. September 2009 erwähnte Matthew Bellamy von Muse, das sie auf dem Festival 2010 spielen und sagte "I’m sure we’ll be trying to get something, maybe T in the Park or maybe something else". (In etwa: "Ich bin sicher, wir werden versuchen, etwas, vielleicht T in the Park oder vielleicht etwas anderes zu bekommen"). Im gleichen Monat in einem Interview mit dem Daily Record, Kasabian äußerte sich auch dazu, sie wären Headliner auf dem T in the Park 2010-Festival und hätten weiterhin Interesse an einem Auftritt in Glasgows SECC am 12. November 2009. Kasabian wurden als erste Headliner des Festivals am 3. Dezember 2009 bestätigt.
Bei einer Launch-Party am 23. Februar 2010, wurden weitere Auftrittdetails des Festivals bekannt. Muse und Eminem wurden als Headliner für den ersten und den zweiten Tag bestätigt, bzw. Kasabian als Headliner für die letzte Nacht. Das T in the Park 2010 Festival war für Eminem der erste Festival-Auftritt seit 2001 und sein Debüt bei T in the Park. Am 9. März 2010 wurden weitere Bands angekündigt, so wurden The Black Eyed Peas, The Prodigy und Madness als Headliner der Radio 1/New Musical Express-Bühne für Freitag, Samstag und Sonntag bestätigt. Zehn weitere Künstler, darunten Groove Armada und Sven Väth, wurden am 23. März bekannt. Am 14. April bestätigten die Organisatoren das Programm für die Red Bull Bedroom Jam Futures Bühne, einschließlich spezieller „Ehrengäste“, auch die Headliner Echo & The Bunnymen, Julian Casablancas und Ash. Weitere Bands wurden durch die Festival-Twitter-Seite angekündigt.
| Freitag, 9. Juli                                                                                      | Samstag, 10. Juli | Sonntag, 11. Juli |
| Hauptbühne                                                                                            | Hauptbühne | Hauptbühne |
| --- | --- | --- |
| - Muse - Faithless - Editors - Paloma Faith - The Big Pink                                            | - Eminem - Stereophonics - Paolo Nutini - Vampire Weekend - The Proclaimers - Newton Faulkner - Scouting for Girls - Chipmunk                                | - Kasabian - Jay-Z - Biffy Clyro - Dizzee Rascal - The View - Skunk Anansie - The Stranglers                                                                        |
| Radio 1 / NME-Bühne                                                                                   | | |
| - The Black Eyed Peas - Florence + the Machine - Jamie T - The Temper Trap - Kids in Glass Houses     | - The Prodigy - 30 Seconds to Mars - The Courteeners - The Black Keys - Shed Seven - Joshua Radin - The Sunshine Underground - Local Natives                 | - Madness - Groove Armada - The Cribs - Babyshambles - Rise Against - Airbourne - Billy Talent - Frank Turner - Delta Maid                                          |
| King Tut’s Wah Wah Zelt                                                                               | | |
| - Calvin Harris - Hot Chip - La Roux - Dirty Projectors - 3OH!3 - Everything Everything               | - Mumford & Sons - Rodrigo y Gabriela - The Coral - We Are Scientists - Frightened Rabbit - Kate Nash - Broken Social Scene - Diana Vickers - General Fiasco | - David Guetta - Goldfrapp - Empire of the Sun - Gossip - Ellie Goulding - Corinne Bailey Rae - Kassidy - Darwin Deez - Daisy Dares You                             |
| Red Bull Bedroom Jam Futures Bühne                                                                    | | |
| - Echo & the Bunnymen - Kele - Delphic - Mayer Hawthorne & the County - Chapel Club - Sacred Betrayal | - Julian Casablancas - Laura Marling - Mystery Jets - Example - The Middle East - Lissie - The Knux                                                          | - Ash - Bombay Bicycle Club - The Drums - Yeasayer - Two Door Cinema Club - Black Mountain - Hurts - Detroit Social Club                                            |
| Slam-Zelt                                                                                             | | |
| | - Carl Cox - Fake Blood - Erol Alkan - Four Tet - Adam Bayer - D12 - Paul Ritch - DJ Yoda - Greg Wilson - Hilltop Hoods                                      | - Plastikman - Sven Väth - Dubfire - Slam - Crookers - Tricky - Andrew Weatherall & Ivan Smagghe - Pan Pot - Harvey Mckay - Gary Beck                               |
| BBC Einführungs-Bühne                                                                                 | | |
| | - Young Fathers - Airship - Real Dolls - Hip Parade - Maxsta - Lily McKenzie - Admiral Fallow - Cattle and Cane - Gold Sounds - JKLMNO - Lou Hickey          | - Aerials Up - Arp Attack - Blitz Kids - Silver Columns - Smiler - Profisee - Liam Bailey - The Arcadian Kicks - Jake Flowers - Fixers - North Atlantic Oscillation |
| Bacardi B-Live-Bühne                                                                                  | | |
| - Lel Palfrey - Greg Wilson - A Skillz vs Krafty Kuts - Kissy Sell Out                                | - Mikey Inglis - Craig Smith - Horse Meat Disco - Greco Roman Sound System - MJ Cole                                                                         | - Phil Lamb - Gareth Sommerville - The Revenge - Maurice Fulton - Jaymo & Andy George                                                                               |

Andere Auftritte, die während des ganzen Wochenendes auf der T-Break-Bühne stattfanden, hatten Unicorn Kid, Pearl and the Puppets, Alex Gardner, Twisted Wheel, Matthew P, White Belt Yellow Tag, Sparrow & the Workshop, The Boy Who Trapped the Sun, Kid Adrift, Astral Planes, Eliza Doolittle, A Band Called Quinn, Midnight Lion, Be Like Pablo, French Wives, Fridge Magnets, Kitty the Lion, Kobi Onyame, Lightguides, Make Sparks, Mitchell Museum, Mopp, Night Noise Team, Stanley Odd, The Draymin, The Ray Summers, The Seventeenth Century, Three Blind Wolves, Washington Irving und Hearts Under Fire. Wolfmother waren ursprünglich für die Radio 1 / NME-Bühne am Samstag geplant, sagten aber aus gesundheitlichen Gründen ab. John Mayer sagte aufgrund unvorhergesehener Umstände den geplanten Auftritt auf der Hauptbühne am Sonntag ab. Drake stand ebenfalls auf dem Programm der Red Bull Bedroom Jam Futures-Bühne, sagte aber wegen seiner kranken Mutter ab.

## Film-Produktion
Der Spielfilm Rock in the Park wurde live auf dem T in the Park 2010 gedreht. Der Film erzählt die Geschichte von den Lead-Sängern der beiden (fiktiven) Bands – gespielt von Luke Treadaway und Natalia Tena –, die zusammen vor ihren Auftritten mit Handschellen aneinander gefesselt werden. Der Film zeigt kurze Auftritte von verschiedenen Künstlern und Bands des Festivals 2010: Paolo Nutini, Biffy Clyro, The Proclaimers, Calvin Harris, Paloma Faith, Newton Faulkner (der einen Kurzauftritt hat), Al Green, Jo Mango (hat ebenfalls einen Kurzauftritt hat), Heather Suttie, Kassidy und The View.
Für Rock im Park wurde fünf Tage auf dem Festival 2010 gefilmt. Als der Film vor Ort gedreht wurde, musste die Besetzung und die Crew ständig auf ihre Umgebung und die Auftritte reagieren. Die Besetzung und Crew zelteten backstage auf dem Festivalgelände. Der Film wurde täglich nach den Dreharbeiten für den Tag fertig geschnitten, da die Szenen nicht neu gedreht werden konnten, nachdem das Festival beendet wurde. Regisseur David Mackenzie, sagte einer der Gründe für die Besetzung der Hauptrollen war die musikalische Erfahrung von Treadaway wie auch Tena. Zwei der Songs in dem Film wurden Treadaway und Tena geschrieben.

## Transport
DF Concerts (T in the Park-Promoter) unterzeichnete einen neuen £ 3.000.000-Vertrag mit Scottish Citylink zur Fortsetzung seiner Rolle als offizieller Transportanbieter (seit 2000) bis zum Jahr 2015.
Aiden Proctor, kaufmännischer Leiter für Scottish Citylink, sagte: „T in the Park is a fixture on the European festival calendar and brings thousands from all over the UK and beyond to Kinross. To deal with the sheer numbers travelling to the festival site, it is vital good transport services are available. Since we teamed up with DF Concerts in 2002, we have successfully transported hundreds of thousands of people to T in the Park, taking thousands of cars off the road and reducing carbon emissions. It’s a real endorsement of our success over the past decade that our partnership with DF has been extended for another five years.“ (In etwa: „"T in the Park ist eine feste Größe auf dem europäischen Festival-Kalender und bringt Tausende aus dem ganzen Vereinigten Königreich und darüber hinaus nach Kinross. Um mit der Vielzahl der Reisenden zum Festivalgelände gut umzugehen, ist es wichtig, eine gute Verkehrsanbindung anzubieten. Seit dem Jahr 2002 haben wir zusammen mit DF Concerts erfolgreich Hunderttausende von Menschen zu T in the Park transportiert, wobei Tausende von Autos von der Straße waren und die Kohlendioxidemissionen reduziert wurden. Es ist eine echte Bestätigung für unsere Erfolge in den letzten zehn Jahren, dass unsere Partnerschaft mit DF für weitere fünf Jahre verlängert wurde.“)
Scottish Citylink transportierte fast 30.000 Passagiere auf T im Park 2010.